# Krążkowo (Okrągła Łąka)
Krążkowo – nieoficjalny przysiółek wsi Okrągła Łąka w Polsce położona w województwie pomorskim, w powiecie kwidzyńskim, w gminie Sadlinki.
W latach 1975–1998 miejscowość administracyjnie należała do województwa elbląskiego.
Obecnie Krążkowo jest przysiółkiem wsi Okrągła Łąka, funkcjonuje też Leśnictwo Krążkowo.